# High-Explosive Anti-Tank

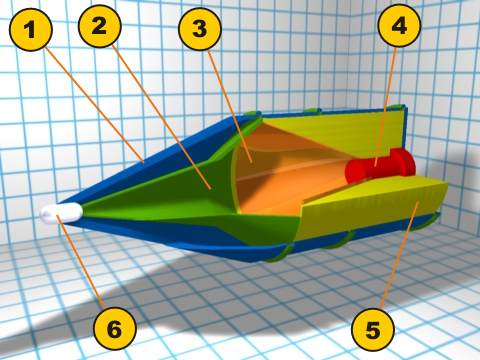
Schematischer Aufbau eines HEAT-Geschosses. 1: aerodynamische Verkleidung 2: Querschnittsverringerung zur Verbesserung der Metallstrahlcharakteristiken 3: Metallhülse, die den Metallstrahl bildet 4: Bodenzünder 5: Sprengstoff, der den Metallstrahl austreibt 6: Piezoelement

High-Explosive Anti-Tank (Abkürzung HEAT, auch Shaped-Charge Warhead) ist die englische Bezeichnung für Panzerabwehr-Hohlladungsgeschosse, die als panzerbrechende Munition in Panzermunition und Panzerabwehrwaffen eingesetzt wird.

## Funktionsweise

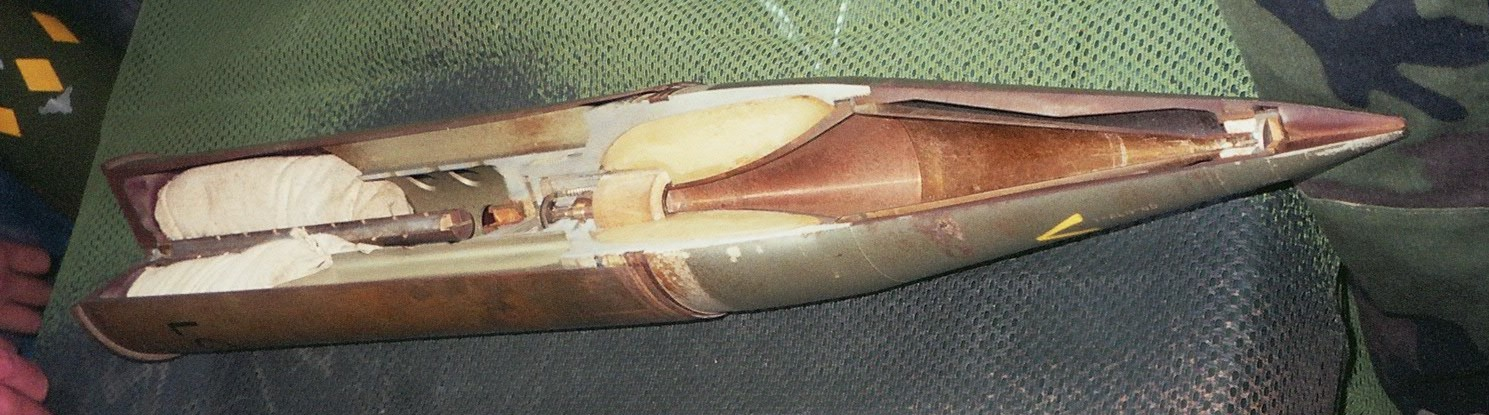
HEAT-Geschoss aufgeschnitten

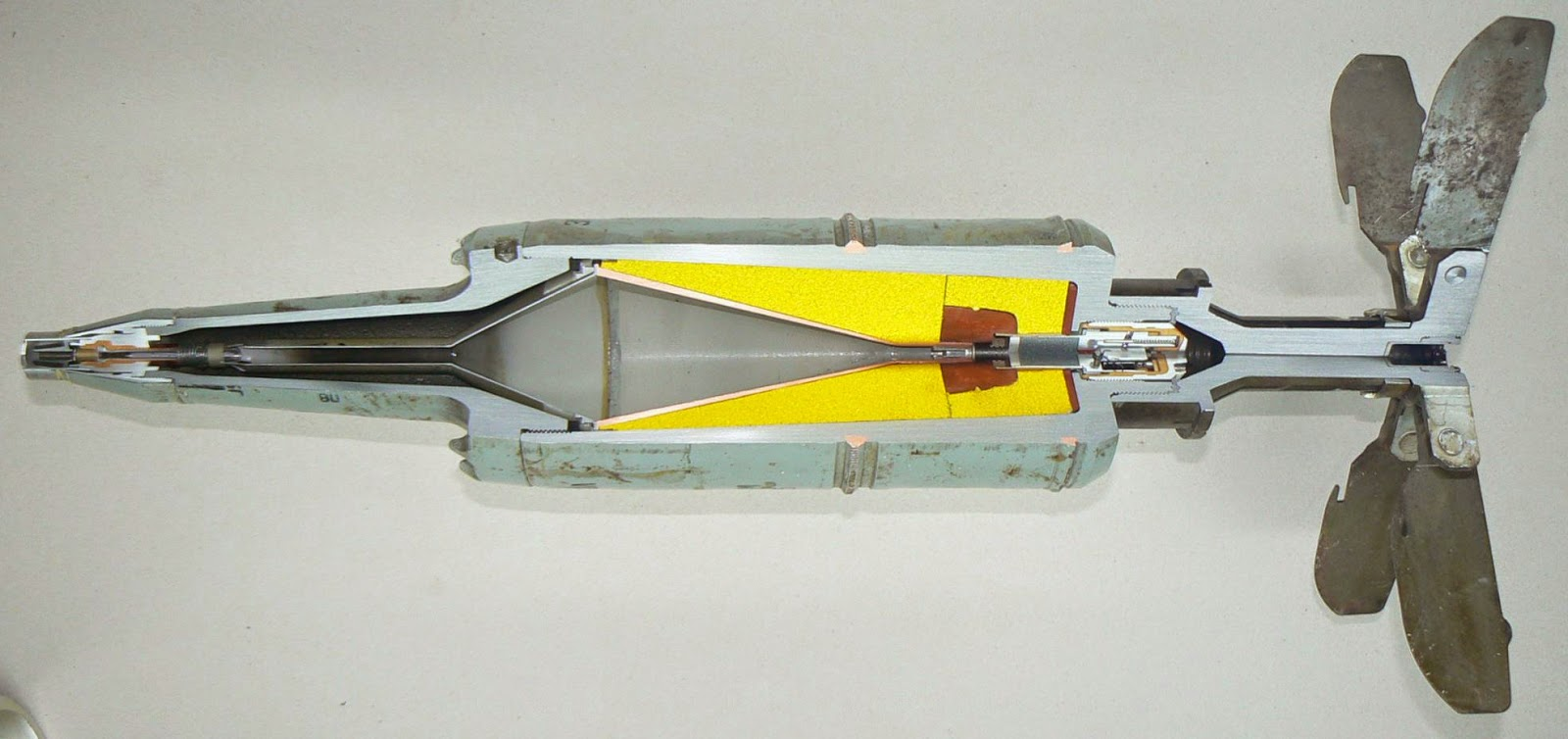
125mm BK-14M HEAT nach dem Abschuss

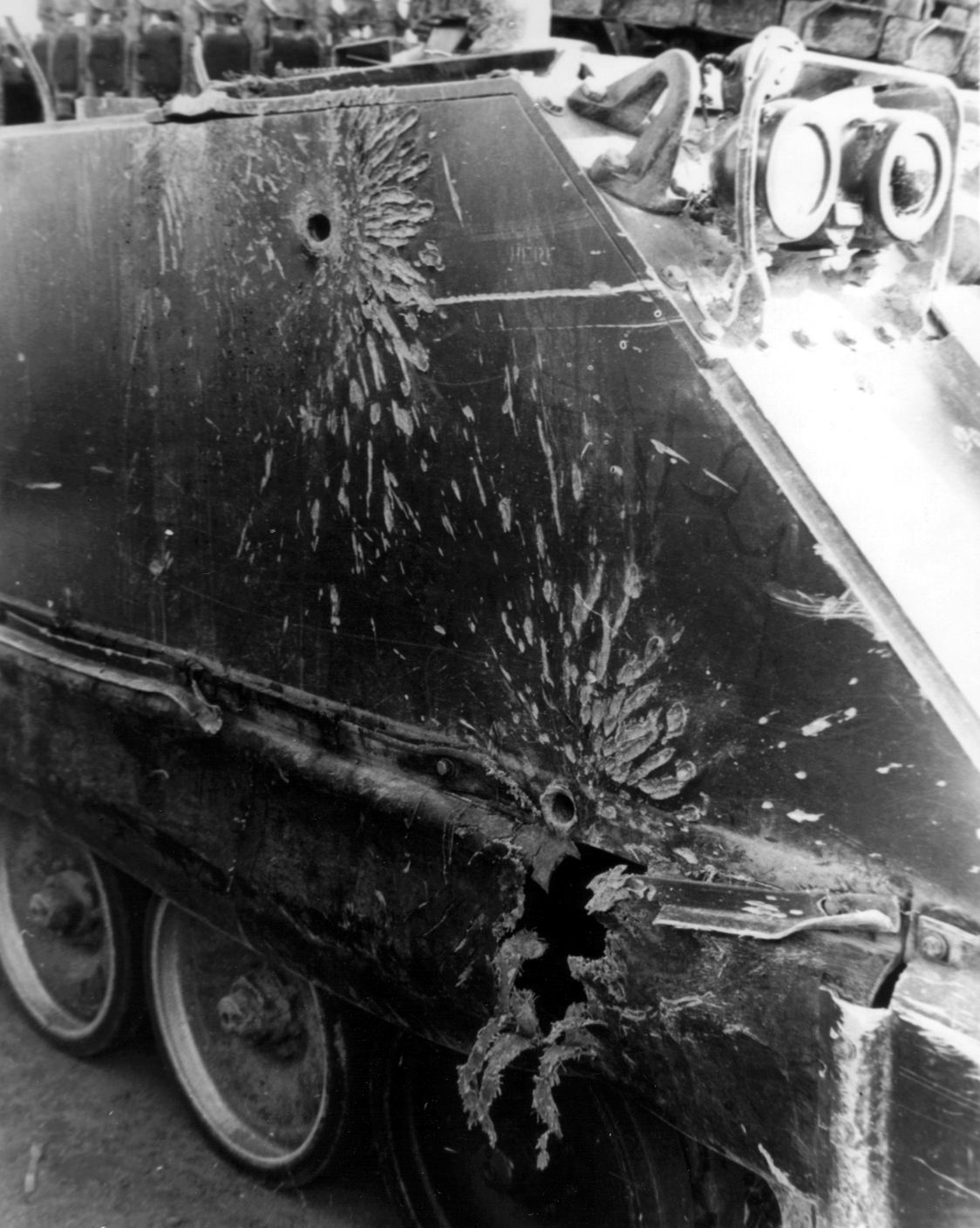
Durch HEAT-Geschosse beschädigter M113

Damit sich der Metallstrahl in ausreichendem Abstand zum Panzer ausbilden kann, haben HEAT-Geschosse eine lange Spitze. Die HEAT-Granate hat einen chemischen Sprengkopf, welcher gegen Panzerungen, Personen, Gebäude, Hubschrauber, Bunker und ungepanzerte oder leicht gepanzerte Fahrzeuge wirksam ist. Der Sprengkopf besteht aus einer hochexplosiven Ladung, die um eine konische Hülse aus Metall liegt. Sobald sie detoniert, bewirkt die Ladung einen schnellen Zusammenbruch des Metallkonus in Richtung des Geschosszentrums. Das Metall (früher meist Kupfer, heute diverse Legierungen) wird dabei kaltverformt und auf eine Geschwindigkeit von bis zu Mach 25 beschleunigt. Dieser „Metallstrahl“ durchdringt bis zu 1.200 mm homogenen Panzerstahl. Hierbei wird die Panzerung nicht durch Hitze, wie häufig angenommen, sondern durch die hohe Geschwindigkeit des Metallstrahls durchbrochen. Die Verwechslung beruht auf der Tatsache, dass beim Entstehen und Durch- bzw. Eindringen des Metallstrahls enormer Druck und dadurch hohe Temperaturen entstehen, die Metall zum Schmelzen bringen. Dies ist allerdings ein Nebeneffekt und geschieht nach bzw. während des Durchdringens. Aufgrund dieser Wirkweise spielt die Aufschlaggeschwindigkeit bei diesen Geschossen im Gegensatz zum Wuchtgeschoss keine Rolle. Beim Durchschlagen einer Panzerung werden auf der anderen Seite auch heiße Splitter der Panzerung versprengt, die gegen die Besatzung wirken oder gelagerte Munition oder Treibstoff entzünden können.
Die zurzeit gängigen Geschosse sind in der Lage, jede Art von homogenem Stahl zu durchdringen. Bei Verbundpanzerungen wird der Hohlladungsstachel hauptsächlich durch die wechselnden Schichten gestört und von den Keramikschichten abgelenkt.
Nur moderne Geschosstypen ermöglichen es jedoch, Panzer mit Verbund- oder Reaktivpanzerung zu durchbrechen. Gegen Reaktivpanzerungen haben sich Tandemhohlladungen als sehr wirksam erwiesen: Die erste Hohlladung löst die Reaktivpanzerung aus und schafft so eine Lücke in der Panzerung, so dass die zweite Ladung die dahinterliegende konventionelle Panzerung durchdringen kann.
Der Sprengkopf besteht aus einem flügelstabilisierten Stahlkörper, welcher mit A3-Typ-II-Sprengstoff geladen ist. Die Granate hat mehrere Zünder (Spitze, Schulter und Heck), um eine zuverlässige Zündung bei verschiedenen Aufschlagwinkeln zu garantieren. Es kann auch ein Näherungszünder manuell eingestellt werden, der es Panzerbesatzungen erstmals erlaubt, mit der 120-mm-Hauptkanone Hubschrauber wirksam zu bekämpfen.
HEAT-MP-T steht für High Explosive Anti-Tank Multi-Purpose Tracer. Es handelt sich um eine panzerbrechende Multifunktionsmunition (in den meisten Fällen im Kaliber 120 mm), welche von Kampfpanzern verwendet wird. Sie wird von den USA (M830A1, die M830 ist ausgemustert) und von Deutschland (DM12A1) verwendet. Die zurzeit stärksten Hohlladungen tragen die Panzerabwehrrakete 9K135 Kornet und 9K123 Chrisantema der russischen Armee. Sie durchdringen 1.200 mm Panzerstahl bzw. 1.000 mm Panzerstahl hinter reaktiver Panzerung.